# 후타바 아키코
후타바 아키코(일본어: 二葉あき子, 1915년 2월 2일 ~ 2011년 8월 16일)는 일본의 가수이다. 본명은 가토 요시에(加藤芳江)이다. 세계 제2차 대전 막바지쯤 아와야 노리코, 와타나베 하마코와 함께 대표적인 일본 여자 가수였다.
1915년 히로시마역 바로 북쪽에 위치한, 히로시마현 히로시마시 오스카 정 후타바(지금의 히가시구 후타바노사토; 二葉の里)에서 태어났다. 예명 "후타바 아키코"는 자신이 나고 자란 고장의 이름으로 지은 것이다. 히로시마 고등 여학교(지금의 히로시마현립 히로시마 미나미 고등학교)를 거쳐 1935년 도쿄 음악학교(지금의 도쿄 예술대학 음악학부)를 졸업하였다. 대학 졸업 후 고향의 미요시 고등 여학교(지금의 미요시 고등학교)에서 교편을 잡았다.
대학 시절부터 컬럼비아에서 교육용 레코드를 녹음하고 있었고, 교사 신분이었을 때에도 상경하여 레코드를 녹음했다. 1936년 컬럼비아와 전속으로 계약을 맺었고, 〈사랑의 요람〉(愛の揺り籃)이라는 곡으로 데뷔하였다. 1939년 쇼치쿠의 영화 《봄날의 천둥》(春雷)의 주제가 〈오래된 화원〉(古き花園)이 대성공을 거두며 스타의 반열에 올라섰다. 제2차 세계 대전에 많은 인기 가수들은 위문 공연을 다녔으며, 후타바 역시 전시에 위문 활동을 하였다. 전쟁중이던 1943년 결혼하여 아들 하나를 낳았으나 곧바로 이혼한다.
1945년 8월 6일에 히로시마엔 원자폭탄이 투하되었는데, 이날 후타바는 미요시시로 향하는 게이비 선 전철을 타고 있었다. 원자폭탄이 폭발하기 직전 기차가 터널로 진입하여 원폭에 의한 직접적인 피해는 면하였다. 전후에는 반전과 평화를 다룬, 원폭과 전쟁 희생자의 혼을 기리는 노래를 계속하였다. 1951년부터 방송되어 온 《NHK 홍백가합전》 1회에 출연했던 14명의 유명 가수 중 하나로, 이 프로그램에 10년 연속으로 출연하였다. 토리를 맡은 적도 있으며, 홍백가합전 여명기를 대표하는 대가수였다.
1955년을 전후하여 목에서 더 이상 고음이 나오지 않자 상심하여 친정에서 칼을 들고 자살을 시도하였으나 미수에 그쳤다. 이 사건 이후 작곡가 핫토리 료이치가 "고음만이 노래는 아니다."라고 격려하여 저음 발성을 연습하여 노래를 이어갔다.
1982년 자수포장, 1990년 훈4등 서보장을 수훈받았다. 2003년 여름 팬미팅에서 은퇴를 선언하고 고향인 히로시마로 귀향했으며, 2011년 8월 16일 심장마비로 사망하였다. 2015년 후쿠시마 원폭 투하 70년과 후타바의 탄생 100주년을 맞아, 그녀가 태어난 후타바노사토에 노래비가 설립되었다.